# Eich-Gimbsheimer Altrhein
Das Naturschutzgebiet Eich-Gimbsheimer Altrhein ist das größte Naturschutzgebiet im Landkreis Alzey-Worms in Rheinland-Pfalz. Das 162 ha große Gebiet, das im Jahr 1966 unter Naturschutz gestellt wurde, erstreckt sich nordöstlich der Ortsgemeinde Eich zwischen der westlich verlaufenden B 9 und dem östlich fließenden Rhein. Unweit östlich verläuft die Landesstraße L 437 und unweit südlich die L 440.